# Celso Güity
Celso Fredy Güity Núñez (1958. július 13. – Miami, 2021. február 12.) hondurasi válogatott labdarúgó.

## Pályafutása

### Klubcsapatban
1978 és 1984 között a Marathón csapatában játszott, melynek tagjaként 1979-ben megnyerte a hondurasi bajnokságot. 1984 és 1985 között a Sula de La Lima játékosa volt.

### A válogatottban
A hondurasi válogatott tagjaként részt vett az 1982-es világbajnokságon, de egyetlen csoportmérkőzésen sem lépett pályára.

## Halála
Labdarúgó-pályafutását követően építkezéseken dolgozott New Yorkban. 2021. február 12-én hunyt el csontvelő daganatban.

## Sikerei, díjai
CD Marathón
- Hondurasi bajnok (1): 1978–79